# Halsa

Wappen von Halsa

Halsa war eine Kommune in der norwegischen Provinz (Fylke) Møre og Romsdal. Verwaltungssitz der Kommune war Liabø. Im Zuge der Kommunalreform in Norwegen schlossen sich Halsa und die zum Fylke Trøndelag gehörige Kommune Hemne und der südwestliche Teil von Snillfjord, ebenfalls in Trøndelag, zum 1. Januar 2020 zu Heim zusammengelegt, sodass das Gebiet von Halsa das Fylke wechselte.
Halsa erlangte durch den Wal Keiko Bekanntheit, der sich nach seiner Freilassung dorthin begab.

## Geographie und Verkehr
Auf einer Fläche von 301 km² lebten 1574 Einwohner (Stand: 1. Januar 2019). Die Kommunennummer war 1571.
Nachbarkommunen von Halsa waren (im Uhrzeigersinn) Aure, Hemne, Surnadal und Tingvoll.
Wichtigste Verkehrsverbindung ist die Europastraße 39, die Halsa mit Trondheim verbindet, sowie die Fähre nach Kanestraum in der Kommune Tingvoll. Von dort führt die E39 weiter nach Kristiansund.

## Sehenswürdigkeiten
- Die Kirche von Halsa wurde 1724 erbaut.
- Norsk Geitbåtmuseum: Das Geitbåt („Ziegenboot“) war eine bis in die 1930er-Jahre in der Region Møre verbreitete Bootsform. Im Geitbåtmuseum werden sie heute noch gebaut und gezeigt.

## Persönlichkeiten
- Anne Karin Elstad (1938–2012), Schriftstellerin
- Else-May Botten (* 1973), Politikerin